# Lohhausbach
Der Lohhausbach ist ein 1,5 Kilometer langer linker Zufluss des Honebachs im Stadtgebiet von Münster/Westfalen.

## Verlauf
Der Bach beginnt mit einem Graben an der Südseite der Wolbecker Straße auf deren Abschnitt zwischen dem Dortmund-Ems-Kanal und der Umgehungsstraße (Bundesstraße 51) in einer Kleingartenanlage. Er fließt geschlungen und durchweg in südlichen bis fast östlichen Richtungen und passiert dabei den Fernmeldeturm Münster am südwestlichen Siedlungsrand des Ortsteils St. Mauritz entlang.
Auf Höhe des Heumannswegs mündet er nach 1,5 km langem Weg mit mittlerem Sohlgefälle von ca. 3,3 ‰ von links in den Honebach, der dann weniger als anderthalb Kilometer weiter bachabwärts in die Werse einfließt.

## Renaturierung und Hochwasserschutz
Nachdem das Tiefbauamt bereits 1997 erste Verrohrungen entfernt hatte, wurde der Lohhausbach weiter umfangreich renaturiert. Um die Stoßbelastung bei Starkregenereignissen zu verringern, wurde ein Hochwasserrückhaltebecken an der Wolbecker Straße ausgebaut und ein neues Regenrückhaltebecken nahe der ehemaligen Baumschule Niederbeckmann angelegt. Der in diesem Bereich früher von links einmündende überwiegend verrohrte Klosterbach wurde im Rahmen der Planung des Neubaugebiets als Gewässer aufgehoben, während der Lohausbach südlich bzw. westlich um das Regenrückhaltebecken herumgeführt wurde.

## Namensgeber
Nach dem Lohausbach wurde das Wohngebiet Am Lohhausbach benannt.

## Geschichte
Eine historische Aufnahme der Mündung des Lohhausbachs in den Honebach findet sich im Bildarchiv des LWL-Medienzentrum für Westfalen.